# Вьюн (река)
Вьюн (фин. Viisjoki) — река на Карельском перешейке, во Всеволожском и Приозерском районах Ленинградской области. Правый приток Бурной. Длина реки — 44 км, площадь водосборного бассейна — 544 км².

## География
Берёт своё начало из озера Силанде, протекает через озеро Лемболовское у деревни Васкелово. Недалеко от Лемболова пересекает железную дорогу Санкт-Петербург — Хийтола (между платформами 54 км и Лемболово). Преобладающее направление течения — на север. В 33 км от устья, по левому берегу впадает река Кожица. Вьюн впадает в Бурную в 5,1 км от её устья, в окрестностях посёлка Запорожское.
За Лемболово Вьюн протекает по северной окраине посёлка Васкелово, так что последний остаётся по правому берегу. В нижнем течении на левом берегу расположен посёлок Денисово, а перед устьем — на обоих берегах посёлок Запорожское.

## Историческая граница
По Вьюну проходила граница СССР и Финляндии до Зимней войны. В настоящее время по Вьюну и его притоку — Кожице — проходит граница между Всеволожским и Приозерским районами Ленобласти.

## Рекреационное значение
Река представляет интерес для спортивного водного туризма, на Вьюне проводятся мероприятия по гребному спорту. В Запорожском река перекрыта плотиной.

## Данные водного реестра
По данным государственного водного реестра России относится к Балтийскому бассейновому округу, водохозяйственный участок реки — Водные объекты бассейна оз. Ладожское без рр. Волхов, Свирь и Сясь, речной подбассейн реки — Нева и реки бассейна Ладожского озера (без подбассейна Свирь и Волхов, российская часть бассейнов). Относится к речному бассейну реки Нева (включая бассейны рек Онежского и Ладожского озера).